# Verbascum atlanticum
Verbascum atlanticum är en flenörtsväxtart som beskrevs av Jules Aimé Battandier. Verbascum atlanticum ingår i släktet kungsljus, och familjen flenörtsväxter. Inga underarter finns listade i Catalogue of Life.